# Municipio de Franklin (condado de Fulton)
El municipio de Franklin (en inglés: Franklin Township) es un municipio ubicado en el condado de Fulton en el estado estadounidense de Ohio. En el año 2010 tenía una población de 743 habitantes y una densidad poblacional de 9,98 personas por km².

## Geografía
El municipio de Franklin se encuentra ubicado en las coordenadas 41°36′39″N 84°18′44″O / 41.61083, -84.31222. Según la Oficina del Censo de los Estados Unidos, el municipio tiene una superficie total de 74.47 km², de la cual 74,21 km² corresponden a tierra firme y (0,34 %) 0,26 km² es agua.

## Demografía
Según el censo de 2010, había 743 personas residiendo en el municipio de Franklin. La densidad de población era de 9,98 hab./km². De los 743 habitantes, el municipio de Franklin estaba compuesto por el 96,9 % blancos, el 0,4 % eran amerindios, el 0,81 % eran asiáticos, el 0,67 % eran de otras razas y el 1,21 % eran de una mezcla de razas. Del total de la población el 5,79 % eran hispanos o latinos de cualquier raza.